# Église de Konnevesi
L'église de Konnevesi (en finnois : Konneveden kirkko) est une église luthérienne située à  Konnevesi en Finlande.

## Présentation
L'église est construite à environ 2 km  du centre de Konnevesi, sur la  route principale 69 en direction de Kuopio.
C'est la seule  église de Finlande-Centrale bâtie en granite gris.
Près de la voûte il y a des vitraux colorés.
La tour du clocher a deux cloches fondues en Allemagne.
L'église a deux orgues, l'orgue à deux jeux fait en 1957 par la fabrique d'orgues de Kangasala et l'orgue numérique  à 50 jeux de la fabrique d'orgues Allen
Le retable réalisé par Urho Lehtinen est intitulé  ”Taakankantajat” (français : Les porteurs de charge).
Urho Lehtinen a aussi peint les Dix Commandements.